# Клушины
Клушины — русский дворянский род, происходящий от Белеутовых.
Род Клушиных был внесён в VI часть родословной книги Орловской губернии.
- Иван Иванович Клушин был убит при взятии Казани (1552).
- Павел Николаевич Клушин (1810—1886) был сенатором и членом Государственного совета; в 1871 провёл ревизию Пермской губернии, наделавшую в своё время много шума и обнаружившую, какие злоупотребления возможны при дореформенных порядках.
- Александр Иванович Клушин (1763—1804) — литератор.